# Ханчич Денис Юрійович
Дени́с Ю́рійович Ха́нчич (1992—2014) — старший солдат Збройних сил України; учасник російсько-української війни.

## Короткий життєпис
Народився 1992 року в місті Вишгород (Київська область). 2009 року закінчив спеціалізовану школу № 14 міста Києва. Служив у спецпідрозділі «Барс» внутрішніх військ України. Заочно навчався Національному транспортному університеті та працював.
Доброволець з червня 2014-го. Старший солдат, 11-й батальйон територіальної оборони «Київська Русь».
Близько 21-ї години 14 вересня 2014-го загинув під час обстрілу російськими терористами блокпосту в Чорнухиному.
Похований в місті Вишгород. Без Дениса лишилися батьки та сестра.

### Нагороди та вшанування
За особисту мужність і героїзм, виявлені у захисті державного суверенітету та територіальної цілісності України, вірність військовій присязі під час російсько-української війни, відзначений — нагороджений
- 13 серпня 2015 року — орденом «За мужність» III ступеня (посмертно).
- 10 вересня 2020 року рішенням Вишгородської міської ради № 67/3 присвоєно звання «Почесний громадянин міста Вишгород» (посмертно).[1]
- відзнака Громадської Спілки "Всеукраїнське об'єднання «Ми українці» орден «Хрест Героя» (посмертно)
- Його портрет розміщений на меморіалі «Стіна пам'яті полеглих за Україну» у Києві: секція 4, ряд 5, місце 20
- Вшановується в меморіальному комплексі «Зала пам'яті», в щоденному ранковому церемоніалі 14 вересня[2]